# Марсель Бертран
Марсель Бертран (фр. Marcel Bertrand, 9 квітня 1899 — 1943) — французький футболіст, що грав на позиції захисника, зокрема за національну збірну Франції.

## Клубна кар'єра
Відомо, що наприкінці 1920-х грав за «Клуб Франсе», а наприкінці 1930-х захищав кольори «Сета».

## Виступи за збірну
1929 року провів п'ять офіційних матчів у складі національної збірної Франції.

## Титули і досягнення
- Чемпіон Франції (1):

«Сет»: 1938-39